# 8581 Johnen
8581 Johnen eller 1996 YO2 är en asteroid i huvudbältet som upptäcktes den 28 december 1996 av den japanska astronomen Naoto Satō vid Chichibu-observatoriet. Den är uppkallad efter Jōnen-dake i japan.
Asteroiden har en diameter på ungefär 6 kilometer och den tillhör asteroidgruppen Koronis.